# Seznam poslanců Moravského zemského sněmu (1906–1913)
Toto je seznam poslanců Moravského zemského sněmu ve volebním období 1906–1913.
| Jméno                                      | Kurie                | Volební obvod                                   | Strana                                 | Poznámka                                   |
| ------------------------------------------ | -------------------- | ----------------------------------------------- | -------------------------------------- | ------------------------------------------ |
| Albrecht Hugo                              | městská (N)          | Svitavy, Jevíčko, Boskovice, Blansko atd.       |                                        |                                            |
| Albrecht Karel                             | městská (Č)          | Vyškov, Bučovice, Slavkov atd.                  |                                        | Vzdal se mandátu, znovuzvolen 1. 10. 1907. |
| Baeran Alois                               | všeobecná (N)        | Brno, Pohořelice, Hodonín, Blansko atd.         |                                        |                                            |
| Bakeš František Xaver                      | velkostatkářská      | II. sbor                                        |                                        |                                            |
| Balák Karel                                | venkovských obcí (Č) | Tišnov                                          |                                        |                                            |
| Baratta Richard                            | velkostatkářská      | II. sbor                                        |                                        |                                            |
| Bartoň Matouš                              | venkovských obcí (Č) | Uherské Hradiště okolí                          |                                        |                                            |
| Bařina František                           | velkostatkářská      | I. sbor                                         |                                        |                                            |
| Bauer Saleský František                    | virilista            | olomoucký arcibiskup                            |                                        |                                            |
| Bauer Viktor                               | velkostatkářská      | II. sbor                                        |                                        | Zemřel 30. 9. 1911.                        |
| Belcredi Ludvík                            | velkostatkářská      | I. sbor                                         | konz. velkostatkář                     |                                            |
| Benda František                            | venkovských obcí (Č) | Krumlov, Ivančice                               |                                        |                                            |
| Bojakovský z Knurova Bedřich               | velkostatkářská      | II. sbor                                        |                                        |                                            |
| Bradatschek Julius                         | obch. a živn. komor  | olomoucká komora                                |                                        | Zemřel 14. 1. 1909.                        |
| Brass Hermann                              | obch. a živn. komor  | olomoucká komora                                |                                        | Zvolen 26. 6. 1909.                        |
| Brandhuber Karl                            | měst (N)             | Olomouc, Nová Ulice                             |                                        |                                            |
| Bubela Karel                               | měst (Č)             | Val. Meziříčí, Vsetín, Vizovice atd.            |                                        | Zemřel 6. 2. 1908.                         |
| Budínský Jaroslav                          | měst (Č)             | Brno (III. a IV. okres)                         |                                        |                                            |
| Bureš Jaroslav                             | venkovských obcí (Č) | Hranice, Lipník                                 |                                        |                                            |
| Deym ze Stříteže František de Paula        | velkostatkářká       | II. sbor                                        |                                        | Zvolen 19. 9. 1910.                        |
| Dietrichstein Hugo Alfons                  | velkostatkářská      | II. sbor                                        |                                        | Zvolen 19. 9. 1910.                        |
| Dosoudil Josef                             | venkovských obcí (Č) | Kroměříž okolí, Zdounky                         |                                        |                                            |
| Dostál Florian                             | venkovských obcí (Č) | Olomouc okolí, Šternberk, Libavá, Dvorec        |                                        |                                            |
| Dubský z Třebomyslic Quido                 | velkostatkářská      | I. sbor                                         |                                        | Zemřel 22. 2. 1907.                        |
| Eldersch Matthias                          | všeobecná (N)        | Šumperk, Staré Město, Zábřeh atd.               |                                        |                                            |
| d'Elvert Heinrich                          | měst (N)             | Brno (II. okres)                                |                                        |                                            |
| Fajfrlík Karel                             | měst                 | Mor. Ostrava, Vítkovice, Přívoz atd.            | lidový pokrokář                        |                                            |
| Felzmann Rudolf                            | venkovských obcí (N) | Zábřeh, Staré Město, Šilperk                    |                                        |                                            |
| Fiedler Gustav                             | měst (N)             | Mor. Ostrava, Vítkovice, Mariánské Hory         |                                        |                                            |
| Fiedler Josef                              | měst (N)             | Šternberk                                       |                                        |                                            |
| Filipinský Jan                             | všeobecná (Č)        | Nové Město, Žďár, Blansko atd.                  | sociální demokrat                      |                                            |
| Fischel Alfred                             | měst (N)             | Hranice, Prostějov, Vyškov atd.                 |                                        |                                            |
| Fischer Richard                            | měst (Č)             | Olomouc, Šternberk, Šumperk atd.                | lidový pokrokář                        |                                            |
| Frankl Ludwig                              | velkostatkářská      | II. sbor                                        |                                        |                                            |
| Freisler Wilhelm                           | všeobecná (N)        | Nový Jičín, Mor. Ostrava, Vsetín atd.           |                                        |                                            |
| Fritsch Heinrich                           | venkovských obcí (N) | Nový Jičín, Mor. Ostrava, Vsetín atd.           |                                        |                                            |
| Fux Hugo                                   | měst (N)             | Nový Jičín, Štramberk, Fulnek, Příbor           |                                        |                                            |
| Gabriel Adolf                              | měst (N)             | Rýmařov, Rapotín, Sobotín, Vízenberk            | Něm. radik. str. (všeněmecký agrárník) | Zvolen 8. 10. 1907.                        |
| Goebl Josef                                | měst (N)             | Unčov, Litovel, Něm. Libavá atd.                |                                        | Zemřel 24. 9. 1912.                        |
| Gomperz Philipp                            | velkostatkářská      | II. sbor                                        |                                        |                                            |
| Götz Leopold                               | měst (N)             | Mikulov, Jaroslavice, Pohořelice, Kounice       |                                        | Zemřel 20. 7. 1908.                        |
| Gross Gustav                               | měst (N)             | Jihlava                                         |                                        |                                            |
| Grünfeld Arnold Anton                      | obch. a živn. komor  | brněnská komora                                 |                                        |                                            |
| Haupt z Buchenrode Štěpán Viktor           | velkostatkářská      | II. sbor                                        |                                        |                                            |
| Heiter Wilhelm                             | obch. a živn. komor  | brněnská komora                                 |                                        |                                            |
| Herberstein Albert                         | velkostatkářská      | I. sbor                                         |                                        |                                            |
| Hess František                             | venkovských obcí (Č) | Břeclav, Hodonín                                |                                        |                                            |
| Hirth Fritz                                | měst (N)             | Mor. Třebová, Mohelnice atd.                    |                                        |                                            |
| Holba Jan                                  | venkovských obcí (Č) | Mor. Budějovice, Hrotovice                      |                                        |                                            |
| Horák Alois                                | všeobecná (Č)        | Kyjov, Uh. Ostroh, Strážnice, Žďánice           | katolickonár.                          |                                            |
| Horák František                            | venkovských obcí (Č) | Nový Jičín, Frenštát, Fulnek, Příbor, enklávy   |                                        | Zvolen 12. 7. 1910.                        |
| Hruban Mořic                               | venkovských obcí (Č) | Uherský Brod, Bojkovice, Val. Klobouky          | katolickonár.                          |                                            |
| Huber Hans                                 | velkostatkářská      | II. sbor                                        |                                        |                                            |
| Huyn Pavel                                 | virilista            | brněnský biskup                                 |                                        |                                            |
| Hybeš Josef                                | všeobecná (Č)        | Brno, Brno okolí, Ivančice                      | sociální demokrat                      |                                            |
| Chlebus František                          | venkovských obcí (Č) | Napajedla, Vizovice                             |                                        |                                            |
| Chlum Ludvík                               | měst (Č)             | Třebíč, Náměšť, Jihlava atd.                    |                                        |                                            |
| Chlumecký Leopold                          | velkostatkářská      | II. sbor                                        |                                        |                                            |
| Janda Arnold                               | měst (Č)             | Vyškov, Bučovice, Slavkov, atd.                 |                                        | Zvolen 23. 11. 1911.                       |
| Jarolim Johann                             | měst (N)             | Brno (IV. okres), Královo Pole, Líšeň atd.      |                                        |                                            |
| Jelinek Josef                              | měst (N)             | Brno (III. okres)                               | pokrokář                               |                                            |
| Jílek Jan                                  | všeobecná (Č)        | Třebíč, Jihlava, Telč atd.                      | křesťanský sociál                      |                                            |
| Kadlčák Josef                              | všeobecná (Č)        | Val. Meziříčí, Rožnov, Vsetín atd.              | katolickonár.                          |                                            |
| Karger Vilém                               | venkovských obcí (Č) | Zábřeh, Šumperk, Staré Město atd.               |                                        |                                            |
| Kelbl Jan                                  | venkovských obcí (Č) | Židlochovice, Pohořelice                        |                                        |                                            |
| Khuen-Belasi Karl                          | velkostatkářská      | II. sbor                                        |                                        | Zvolen 19. 9. 1910.                        |
| Kindermann Otto                            | venkovských obcí (N) | Rýmařov, Dvorec                                 |                                        |                                            |
| Kinský Filip Arnošt                        | velkostatkářská      | II. sbor                                        |                                        |                                            |
| Klein von Wiesenberg Franz III.            | velkostatkářská      | II. sbor                                        |                                        | Zvolen 29. 11. 1911.                       |
| Klein v. Wisenberg Hubert                  | velkostatkářská      | II. sbor                                        |                                        | Zemřel 6. 10. 1911.                        |
| Komorowski Štěpán                          | velkostatkářská      | I. sbor                                         |                                        |                                            |
| Konečný Jan                                | venkovských obcí (Č) | Bučovice, Žďánice                               |                                        |                                            |
| Kopp Johann                                | venkovských obcí (N) | Olomouc okolí, Unčov, Přerov atd.               |                                        |                                            |
| Koudela Josef                              | venkovských obcí (Č) | Brno okolí                                      |                                        |                                            |
| Köttner Franz                              | venkovských obcí (N) | Jihlava okolí, Třebíč, Žďár, Vranov atd.        |                                        |                                            |
| Kratzl Jan                                 | venkovských obcí (Č) | Valašské Meziříčí, Rožnov                       |                                        |                                            |
| Krčka Josef                                | venkovských obcí (Č) | Hustopeč, Klobouky u Brna, Mikulov              |                                        |                                            |
| Kreiml Wilhelm                             | měst (N)             | Mikulov, Jaroslavice, Pohořelice, Dolní Kounice |                                        | Zvolen 9. 9. 1908.                         |
| Krist Josef                                | venkovských obcí (Č) | Kyjov                                           |                                        | Rezignoval r. 1907.                        |
| Kuchyňka Antonín                           | venkovských obcí (Č) | Dačice, Jemnice, Znojmo okolí atd.              |                                        |                                            |
| Kulp Vojtěch                               | měst (Č)             | Kroměříž, Zdounky, Hulín                        | staročech                              |                                            |
| Lassner Josef                              | venkovských obcí (N) | Svitavy, Mohelnice, Litovel                     |                                        |                                            |
| Luksch Josef                               | venkovských obcí (N) | Mikulov, Hodonín, Uh. Hradiště okolí atd.       | německý agrárník                       |                                            |
| Manner Hugo                                | velkostatkářská      | II. sbor                                        |                                        | Zemřel 3. 12. 1910.                        |
| Měchura Jan                                | venkovských obcí (Č) | Kyjov                                           |                                        | Zvolen 8. 10. 1907.                        |
| Mňuk Josef                                 | venkovských obcí (Č) | Nový Jičín, Příbor, Frenštát atd.               |                                        |                                            |
| Mohapl Leopold                             | měst (Č)             | Přerov, Kojetín, Tovačov                        |                                        | Zvolen 23. 11. 1911.                       |
| Müller Rudolf                              | všeobecná (N)        | Jihlava, Dačice, Mohelnice atd.                 | pokrokář                               |                                            |
| Niessner Johann                            | venkovských obcí (N) | Brno okolí, Boskovice, Kroměříž okolí atd.      |                                        | Zemřel 16. 6. 1911.                        |
| Novák Karel                                | měst (Č)             | Hodonín, Ivančice, Mikulov, Znojmo atd.         |                                        |                                            |
| Oberleithner Heinrich                      | obch. a živn. komor  | olomoucká komora                                |                                        |                                            |
| Oberwimmer Eduard                          | měst (N)             | Znojmo, Slavonice, Mor. Budějovice atd.         | pokrokář                               |                                            |
| Očadlík Josef                              | měst (Č)             | Holešov, Bystřice p. H., Zlín, Napajedla        |                                        |                                            |
| Okleštěk František                         | venkovských obcí (Č) | Olomouc okolí, Šternberk, Libavá, Dvorec        |                                        |                                            |
| Olbrich Pius                               | venkovských obcí (N) | Šumperk, Výzmberk                               |                                        |                                            |
| Parma Edvard                               | měst (Č)             | Místek, Frenštát, Frýdlant atd.                 |                                        |                                            |
| Peer Franz                                 | venkovských obcí (N) | Jaroslavice, Mor. Budějovice, Krumlov atd.      | křesťanský sociál                      |                                            |
| Peschke Arthur                             | venkovských obcí (N) | Hranice, Lipník, moravské obvody ve Slezsku     |                                        |                                            |
| Pilát Maxmilian                            | venkovských obcí (Č) | Vsetín                                          | agrárník                               |                                            |
| Pillich Rudolf                             | venkovských obcí (Č) | Jevíčko, Konice, Mor. Třebová, Svitavy          |                                        |                                            |
| Pluhař Ladislav                            | měst (Č)             | Brno (I. a II. okres)                           | pokrokář                               |                                            |
| Podbrdský Josef                            | měst (Č)             | Mor. Budějovice, Dačice, Telč atd.              |                                        |                                            |
| Podstatzký-Thonsern z Prussinowitz Theodor | velkostatkářská      | II. sbor                                        |                                        | Zemřel v březnu 1910.                      |
| Pokorný Jan                                | venkovských obcí (Č) | Vyškov                                          |                                        |                                            |
| Pötting-Persing Josef                      | velkostatkářská      | II. sbor                                        |                                        | Zvolen 29. 12. 1912.                       |
| Prayon Karl                                | všeobecná (N)        | Olomouc, Šternberk, Uh. Hradiště atd.           |                                        |                                            |
| Pražák Otakar                              | měst (Č)             | Kyjov, Strážnice, Uh. Ostroh atd.               |                                        |                                            |
| Preisenhammer Maxmilian                    | měst (N)             | Nový Jičín, Štramberk, Fulnek, Příbor           |                                        |                                            |
| Primavesi Robert                           | obch. a živn. komor  | olomoucká komora                                |                                        |                                            |
| Prokeš Jan                                 | všeobecná (Č)        | Mor. Ostrava, Místek, Nový Jičín atd.           | sociální demokrat                      |                                            |
| Přikryl Ondřej                             | měst (Č)             | Prostějov, Plumlov                              |                                        |                                            |
| Redlich Josef                              | měst (N)             | Hodonín, Uh. Hradiště, Zlín, Frýdlant atd.      | pokrokář                               |                                            |
| Reichstaedter František                    | všeobecná (Č)        | Kroměříž, Prostějov, Kojetín, Plumlov           |                                        |                                            |
| Rieger Alois                               | venkovských obcí (N) | Šternberk, město Libavá                         |                                        |                                            |
| Rohrer Rudolf                              | obch. a živn. komor  | brněnská komora                                 |                                        |                                            |
| Rozkošný Jan                               | venkovských obcí (Č) | Přerov, Kojetín                                 | staročech/agrárník                     |                                            |
| Rösner Leopold                             | měst (N)             | Rýmařov, Rapotín, Sobotín atd.                  |                                        | Zemřel 21. 3. 1907.                        |
| Růžička Josef                              | venkovských obcí (Č) | Žďár, Nové Město                                |                                        |                                            |
| Rychnovský Michal                          | venkovských obcí (Č) | Jihlava okolí                                   |                                        |                                            |
| Schleimayer Eduard                         | měst (N)             | Hustopeč, Ivančice, Náměšť, Tišnov atd.         |                                        |                                            |
| Seifert Josef                              | měst (Č)             | Uh. Hradiště, Uh. Brod, Luhačovice atd.         | mor. pokrokář                          |                                            |
| Seilern Karel František                    | velkostatkářská      | I. sbor                                         |                                        | Zvolen 9. 2. 1907.                         |
| Serényi Otto                               | velkostatkářská      | I. sbor                                         | konz. velkostatkář                     |                                            |
| Seydel Carl                                | velkostatkářská      | II. sbor                                        |                                        | Zemřel 30. 6. 1909.                        |
| Skene Alfred II.                           | velkostatkářská      | II. sbor                                        |                                        |                                            |
| Skene Alfred III.                          | velkostatkářská      | I. sbor                                         |                                        |                                            |
| Skutetzky Hubert                           | velkostatkářská      | II. sbor                                        |                                        | Zvolen 29. 12. 1911.                       |
| Smrček Antonín                             | všeobecná (Č)        | Olomouc, Hranice, Šternberk atd.                |                                        |                                            |
| Smýkal Antonín                             | všeobecná (Č)        | Přerov, Bystřice p. H., Holešov, Napajedla      |                                        |                                            |
| Sommer Rudolf                              | měst (N)             | Dvorec, Beroun, Budišov, město Libavá           |                                        |                                            |
| Spiegel-Diesenberg Ferdinand August        | velkostatkářská      | I. sbor                                         | konz. velkostatkář                     |                                            |
| Staněk František                           | venkovských obcí (Č) | Telč                                            | agrárník                               |                                            |
| Staněk František                           | venkovských obcí (Č) | Moravská Ostrava, Místek                        |                                        |                                            |
| Staroštík Josef                            | venkovských obcí (Č) | Litovel, Mohelnice, Unčov                       | agrárník                               |                                            |
| Stenzl Karl                                | venkovských obcí (N) | Mor. Třebová, Konice                            |                                        |                                            |
| Stillfried Rudolf                          | velkostatkářská      | II. sbor                                        |                                        |                                            |
| Stojan Antonín                             | venkovských obcí (Č) | Val. Klobouky, Bojkovice                        |                                        | Zvolen 6. 2. 1907.                         |
| Strachwitz Bedřich                         | velkostatkářská      | II. sbor                                        |                                        |                                            |
| Stránský Adolf                             | měst (Č)             | Nové Město, Žďár, Vel. Meziříčí atd.            | lidovec                                |                                            |
| Střelec Josef                              | venkovských obcí     | Slavkov                                         | lidovec                                |                                            |
| Svoboda František                          | všeobecná (Č)        | Dačice, Znojmo, Mikulov, Náměšť atd.            | sociální demokrat                      |                                            |
| Šamalík Josef                              | venkovských obcí (Č) | Vel. Meziříčí, Byteš                            | katolickonár.                          |                                            |
| Šerý František                             | venkovských obcí     | Val. Meziříčí, Vsetín, Val. Klobouky            |                                        | Zvolen 24. 3. 1908.                        |
| Ševčík Vincenc                             | venkovských obcí (Č) | Boskovice, Blansko                              | křesťanský sociál                      |                                            |
| Šílený Václav                              | měst (Č)             | Přerov, Kojetín, Tovačov                        |                                        | Zemřel 9. 9. 1911.                         |
| Šilinger Tomáš                             | všeobecná (Č)        | Hodonín, Břeclav, Židlochovice atd.             | katolickonár.                          |                                            |
| Šrámek Jan                                 | všeobecná (Č)        | Vyškov, Slavkov, Bučovice, Zdounky              | křesťanský sociál                      |                                            |
| Šromota František                          | měst (Č)             | Hranice, Lipník, Nový Jičín atd.                |                                        | Zemřel 26. 10. 1912.                       |
| Teuber Evžen                               | velkostatkářská      | II. sbor                                        |                                        | Zvolen 30. 6. 1909.                        |
| Thonet Theodor                             | velkostatkářská      | II. sbor                                        |                                        |                                            |
| Thun-Hohenstein Jaroslav                   | velkostatkářská      | I. sbor                                         |                                        |                                            |
| Thurn-Taxis Bedřich                        | velkostatkářská      | I. sbor                                         |                                        |                                            |
| Tvarůžek Arnošt                            | venkovských obcí (Č) | Třebíč, Náměšť                                  | katolickonár.                          |                                            |
| Vaca Jan                                   | venkovských obcí (Č) | Prostějov, Plumlov                              |                                        |                                            |
| Valoušek František                         | venkovských obcí (Č) | Holešov, Bystřice p. H.                         | katolickonár.                          |                                            |
| Vaněk Karel                                | všeobecná (Č)        | Boskovice, Svitavy, Šumperk atd.                | sociální demokrat                      |                                            |
| Venclů František                           | venkovských obcí (Č) | Kunštát, Bystřice n. P.                         | agrárník                               |                                            |
| Veselý František                           | venkovských obcí (Č) | Valašské Klobouky, Bojkovice                    |                                        | Zemřel 31. 12. 1906.                       |
| Vetter Moritz                              | velkostatkářská      | II. sbor                                        |                                        |                                            |
| Votruba Vilém                              | měst (Č)             | Královo Pole, Husovice, Židenice, Líšeň         |                                        |                                            |
| Vykoukal Jan                               | všeobecná (Č)        | Uh. Hradiště, Uh. Brod, Bojkovice atd.          |                                        |                                            |
| Wagner Franz                               | venkovských obcí (N) | Znojmo okolí                                    | něm. lidovec                           |                                            |
| Widmann-Sedlnitzky Anton                   | velkostatkářská      | I. sbor                                         |                                        |                                            |
| Wieser August                              | měst (N)             | Brno (I. okres)                                 |                                        |                                            |
| Wolf Theodor                               | velkostatkářská      | I. sbor                                         |                                        |                                            |
| Wölhelm Viktor                             | měst (N)             | Šumperk, Holba, Hanušovice, Staré Město         |                                        |                                            |
| Wrbna-Kaunitz Rudolf                       | velkostatkářská      | I. sbor                                         |                                        | Zvolen 18. 3. 1907.                        |
| Zeisel Cyrill                              | všeobecná (N)        | Znojmo, Krumlov, Mikulov, Břeclav atd.          |                                        |                                            |
| Zeman Václav                               | venkovských obcí (Č) | Brno okolí                                      |                                        |                                            |
| Žáček Jan                                  | měst (Č)             | Boskovice, Blansko, Letovice atd.               | staročech                              |                                            |
| Žampach Josef                              | venkovských obcí (Č) | Uh. Ostroh, Strážnice                           |                                        |                                            |